# Jan Christen
Jan Christen (* 26. června 2004) je švýcarský profesionální silniční cyklista jezdící za UCI WorldTeam UAE Team Emirates XRG. Jeho starší bratr, Fabio Christen, je také profesionálním cyklistou.

## Hlavní výsledky

### Silniční cyklistika
2021
Národní šampionát
 vítěz časovky juniorů
Ain Bugey Valromey Tour
vítěz 1. etapy
Mistrovství Evropy
6. místo silniční závod juniorů
Driedaagse Vlaams-Brabant
6. místo celkově
 vítěz soutěže mladých jezdců
Mistrovství světa
7. místo časovka juniorů
Grand Prix Rüebliland
8. místo celkově
2022
Mistrovství Evropy
 vítěz silničního závodu juniorů
5. místo časovka juniorů
Národní šampionát
 vítěz časovky juniorů
2. místo silniční závod juniorů
Tour du Pays de Vaud
 celkový vítěz
vítěz 3. etapy
Ain Bugey Valromey Tour
3. místo celkově
Mistrovství světa
4. místo časovka juniorů
2023
Mistrovství Evropy v horské časovce
 vítěz závodu do 23 let
2. místo Trofej Umag
Giro Next Gen
7. místo celkově
vítěz 7. etapy
Tour de l'Avenir
7. místo celkově
8. místo Lutych–Bastogne–Lutych Espoirs
Mistrovství světa
9. místo časovka do 23 let

### Cyklokros
2020–2021
Národní šampionát
 vítěz závodu juniorů
Junior EKZ CrossTour
2. místo Baden
2021–2022
Mistrovství světa
 vítěz závodu juniorů
Národní šampionát
 vítěz závodu juniorů
vítěz Illnau
vítěz Mnichov
vítěz Hittnau
vítěz Grand Prix Garage Collé
vítěz Meilen
2022–2023
Národní šampionát
2. místo závod do 23 let

### Horská kola
2021
Národní juniorský šampionát
 vítěz cross-country
Švýcarský juniorský pohár
2. místo Savognin
2022
Národní juniorský šampionát
 vítěz cross-country
Švýcarský juniorský pohár
vítěz Rickenbach
vítěz Savognin
2. místo Basilej
Mistrovství světa
 2. místo cross-country juniorů
UCI Junior Series
2. místo Albstadt

### Dráhová cyklistika
2021
Národní juniorský šampionát
 vítěz omnia
2022
Národní juniorský šampionát
 vítěz individuální stíhačky